# 하우스도르프 측도
측도론에서 하우스도르프 측도(영어: Hausdorff measure)는 임의의 거리 공간에 {\displaystyle d}차원 "부피"를 부여하는 방법이다.

## 정의
거리 공간 {\displaystyle (X,d_{X})}의 지름은 다음과 같다.
{\displaystyle \operatorname {diam} X=\sup\{d_{X}(x,y)\colon x,y\in X\}\qquad (X\neq \varnothing )}
{\displaystyle \operatorname {diam} \varnothing =0}
임의의 {\displaystyle d>0} 및 {\displaystyle \delta >0}에 대하여, 함수
{\displaystyle H_{\delta }^{d}\colon {\mathcal {P}}(X)\to [0,\infty ]}
{\displaystyle H_{\delta ,{\text{open}}}^{d}\colon {\mathcal {P}}(X)\to [0,\infty ]}
{\displaystyle H_{\delta ,{\text{closed}}}^{d}\colon {\mathcal {P}}(X)\to [0,\infty ]}
를
다음과 같이 정의하자.
{\displaystyle H_{\delta }^{d}(S)=\inf \left\{\sum _{U\in {\mathcal {U}}}(\operatorname {diam} U)^{d}\colon {\mathcal {U}}\subseteq {\mathcal {P}}(X),\;|{\mathcal {U}}|\leq \aleph _{0},\;\bigcup _{U\in {\mathcal {U}}}U\supseteq S,\;\forall U\in {\mathcal {U}}\colon \operatorname {diam} U<\delta \right\}}
{\displaystyle H_{\delta ,{\text{open}}}^{d}(S)=\inf \left\{\sum _{U\in {\mathcal {U}}}(\operatorname {diam} U)^{d}\colon {\mathcal {U}}\subseteq {\mathcal {P}}(X),\;|{\mathcal {U}}|\leq \aleph _{0},\;\bigcup _{U\in {\mathcal {U}}}U\supseteq S,\;\forall U\in {\mathcal {U}}\colon \operatorname {diam} U<\delta ,\,U{\text{ open}}\right\}}
{\displaystyle H_{\delta ,{\text{closed}}}^{d}(S)=\inf \left\{\sum _{U\in {\mathcal {U}}}(\operatorname {diam} U)^{d}\colon {\mathcal {U}}\subseteq {\mathcal {P}}(X),\;|{\mathcal {U}}|\leq \aleph _{0},\;\bigcup _{U\in {\mathcal {U}}}U\supseteq S,\;\forall U\in {\mathcal {U}}\colon \operatorname {diam} U<\delta ,\,U{\text{ closed}}\right\}}
그렇다면 하우스도르프 외측도
{\displaystyle H^{d}\colon {\mathcal {P}}(X)\to [0,\infty ]}
는 다음과 같다.
{\displaystyle H^{d}(S)=\sup _{\delta >0}H_{\delta }^{d}(S)=\lim _{\delta \to 0}H_{\delta }^{d}(S)=\sup _{\delta >0}H_{\delta ,{\text{open}}}^{d}(S)=\lim _{\delta \to 0}H_{\delta ,{\text{open}}}^{d}(S)=\sup _{\delta >0}H_{\delta ,{\text{closed}}}^{d}(S)=\lim _{\delta \to 0}H_{\delta ,{\text{closed}}}^{d}(S)}
즉, 덮개를 열린 집합 또는 닫힌 집합에 국한하여도 상관없다. 이는 외측도를 이루며, 이를 하우스도르프 외측도에 대한 카라테오도리 가측 집합들로 국한하면 이는 측도를 이룬다. 이를 {\displaystyle d}차원 하우스도르프 측도라고 한다.

## 성질
하우스도르프 측도는 완비 측도이다.
모든 보렐 집합은 하우스도르프 가측 집합이며, 완비 측도이므로 모든 르베그 가측 집합 역시 하우스도르프 가측 집합이다.
{\displaystyle n}차원 유클리드 공간에서, {\displaystyle n}차원 하우스도르프 가측 집합들은 르베그 가측 집합과 일치하며, 이 경우 하우스도르프 측도는 (상수 계수를 제외하고) 르베그 측도와 일치한다. {\displaystyle n\neq d}일 경우 {\displaystyle d}차원 하우스도르프 가측 집합 가운데 르베그 가측 집합이 아닌 것이 있을 수 있다.
수슬린(영어: Souslin) 거리 공간 {\displaystyle (X,d_{X})} 위의 {\displaystyle d}차원 하우스로르프 측도 {\displaystyle H^{d}}를 생각하자. 그렇다면, 임의의 보렐 집합 {\displaystyle B\in {\mathcal {B}}(X)} 및 {\displaystyle \epsilon >0}에 대하여,
{\displaystyle H^{d}(B)-\epsilon \leq H^{d}(K_{B,\epsilon })<\infty }
인 콤팩트 집합 {\displaystyle K_{B,\epsilon }\subseteq B}가 존재한다.:140, §7.14.x, Theorem 7.14.31

## 같이 보기
- 하우스도르프 차원

## 참고 문헌
1. ↑  Bogachev, Vladimir I. (2007). 《Measure theory. Volume II》 (영어). Berlin, Heidelberg: Springer. doi:10.1007/978-3-540-34514-5. ISBN 978-3-540-34513-8. LCCN 2006933997.